# آرتی (فیلم)
آرتی (انگلیسی: Aarti) فیلمی هندی است که در سال ۱۹۶۲ منتشر شد. از بازیگران آن می‌توان به آشوک کومار و مینا کوماری اشاره کرد.